# Women in Taipei
Women in Taipei (chinês tradicional: 台北女子圖鑑, pinyin: Taipei Nu Zi Tu Jian, lit. ‘Guia Feminino de Taipé’, prt: Mulheres em Taipei; bra: As Mulhres de Taiwan) é uma série de televisão via streaming de drama taiwanesa que é uma adaptação da série japonesa de 2016, Tokyo Girl. Ambas as séries foram inspiradas na coluna Tokyo Women's Campaign que apareceu na revista Tokyo Calendar em 2015. A série estreou no Disney+ via Star com seus dois primeiros episódios em 21 de setembro de 2022, com os episódios seguintes sendo lançados as quartas-feiras.

## Enredo
I-Shan, uma jovem de Tainan, deseja mudar-se para Taipé. Felizmente, ela consegue se hospedar no apartamento da tia em Taipé e começa a trabalhar duro. Frustações surgem quando ela não tem sorte nas entrevistas e é passada para trás por uma colega de trabalho. Quando uma discussão a força a deixar o apartamento da tia, I-Shan percebe que ainda é vista como uma migrante em Taipé. A história segue os muitos caminhos de I-Shan para transformar-se em uma mulher de Taipé moderna.

## Elenco
- Kwai Lun-Mei como Lin Yi Shan
- Wang Po-chieh como Li Cheng-en
- Hsia Yu Chiao como Xu Hui-ru
- Lin Szu Yu como Lin Yi Jin

## Episódios
| N.º                                                                                       | Título | Lançamento             |
| ----------------------------------------------------------------------------------------- | --- | ---------------------- |
| 1                                                                                         | "Sonho Destruído em Taipé" "從台南永康到台北永康，碎了一地的台北夢"                                                       | 21 de setembro de 2022 |
| I-Shan se muda para Taipé contra a vontade da mãe.                                        | |                        |
| 2                                                                                         | "O Fim da Felicidade em Nova Taipé" "新北市的新貧階級，看見小確幸的盡頭"                                                  | 21 de setembro de 2022 |
| I-Shan luta para pagar as contas.                                                         | |                        |
| 3                                                                                         | "Relacionamentos Efêmeros em Ximending" "揮霍愛情中告別青春，在西門町享受著速食愛情"                                      | 28 de setembro de 2022 |
| I-Shan é indicada para entrar na divisão de marca.                                        | |                        |
| 4                                                                                         | "Gangorra de Poder no Distrito Leste" "權力關係的蹺蹺板，用自信妝點東區的女人們"                                          | 5 de outubro de 2022   |
| I-Shan se muda para o Distrito Leste e inicia um relacionamento no escritório em segredo. | |                        |
| 5                                                                                         | "Carnificina Romântica na Rotatória da Ren'ai" "仁愛圓環裡的修羅場，第三者的遊戲規則"                                     | 12 de outubro de 2022  |
| I-Shan começa a malhar em uma academia.                                                   | |                        |
| 6                                                                                         | "A Torre de Babel Invisível no Distrito de Xinyi" "信義區隱形的巴別塔，三十歲落後人生"                                    | 19 de outubro de 2022  |
| I-Shan passa seu 30º aniversário com a gangue de Tainan.                                  | |                        |
| 7                                                                                         | "A Quase Alma Gêmea na Estrada Saindo de Dazhi" "離開大直的路沒有鋪紅毯，只差一點的靈魂伴侶"                              | 26 de outubro de 2022  |
| Amantes antes feitos um paro o outro agora são completos estranhos.                       | |                        |
| 8                                                                                         | "O Doce e Pagajoso Sabor da Rua Chifeng" "66天的限定情書，赤峰街甜膩滋味"                                                 | 2 de novembro de 2022  |
| Aos 36 anos, I-Shan começa a brincar em um aplicativo de paquera.                         | |                        |
| 9                                                                                         | "Vantagens e Desvantagens de Ser Solteira. Aventuras na Baía da Marina, Parte 1" "一個人，好不好？濱海灣的異國冒險（上）" | 9 de novembro de 2022  |
| I-Shan decide partir sozinha para trabalhar em Cingapura.                                 | |                        |
| 10                                                                                        | "Lar é Onde? Aventuras na Baía da Marina, Parte 2" "家，在哪裏？濱海灣的異國冒險（下）"                                   | 16 de novembro de 2022 |
| I-Shan alcança o maior sonho de sua vida.                                                 | |                        |
| 11                                                                                        | "Esta Sou Eu: Uma Nova Mulher em Taipé" "終於成為了民生社區的台北女子"                                                    | 23 de novembro de 2022 |
| I-Shan retorna a Taiwan para acompanhar a mãe na quimioterapia.                           | |                        |